# Бондаренко, Александр Николаевич
Алекса́ндр Никола́евич Бондаре́нко (укр. Олександр Миколайович Бондаренко; род. 29 июня 1966, Запорожье) — советский и украинский футболист, полузащитник и защитник.

## Биография
Начал играть в ДЮСШ (Мелитополь). Первый тренер — Г. Исаенко.

### В клубах
| Сезон   | Клуб                  | Лига         | Чемпионат | Чемпионат |
| Сезон   | Клуб                  | Лига         | Игры      | Голы      |
| ------- | --------------------- | ------------ | --------- | --------- |
| 1983    | Металлург (Запорожье) | Первая лига  | 1         | 0         |
| 1987    | Таврия                | Вторая лига  | 47        | 5         |
| 1988    | Металлург (Запорожье) | Первая лига  | 38        | 1         |
| 1989    | Металлург (Запорожье) | Первая лига  | 41        | 3         |
| 1990    | Металлург (Запорожье) | Первая лига  | 34        | 1         |
| 1991    | Металлург (Запорожье) | Высшая лига  | 7         | 0         |
| 1991    | Темп (Шепетовка)      | Вторая лига  | 16        | 3         |
| 1992    | Торпедо (Запорожье)   | Высшая лига  | 14        | 1         |
| 1992/93 | Торпедо (Запорожье)   | Высшая лига  | 12        | 0         |
| 1992/93 | Черноморец (Одесса)   | Высшая лига  | 13        | 0         |
| 1993/94 | Черноморец (Одесса)   | Высшая лига  | 11        | 0         |
| 1993/94 | Черноморец-2 (Одесса) | Вторая лига  | 2         | 0         |
| 1993/94 | БВСК                  | Шопрони лига | 10        | 0         |
| 1994/95 | БВСК                  | Шопрони лига | 21        | 0         |
| 1995/96 | БВСК                  | Шопрони лига | 28        | 2         |
| 1996/97 | БВСК                  | Шопрони лига | 22        | 1         |
| 1997/98 | БВСК                  | Шопрони лига | 28        | 1         |
| 1998/99 | БВСК                  | Шопрони лига | 29        | 2         |
| 1999/00 | Черноморец (Одесса)   | Высшая лига  | 3         | 0         |
| 1999/00 | Черноморец-2 (Одесса) | Первая лига  | 6         | 0         |
| 1999/00 | Звезда (Кировоград)   | Высшая лига  | 14        | 1         |
| 2000/01 | Звезда (Кировоград)   | Первая лига  | 7         | 1         |
| 2001/02 | Днестр                | Вторая лига  | 28        | 7         |
| 2002/03 | Днестр                | Вторая лига  | 26        | 8         |

### В сборной
За сборную Украины сыграл 2 игры.
Дебютировал 27 июня 1992 года в товарищеском матче со сборной США (0:0).
Свой второй (и последний) матч за сборную провёл 26 августа 1992 года против сборной Венгрии (1:2), заменив на 60-й минуте Юрия Гудименко.
| Матчи в составе сборной Украины по футболу | Матчи в составе сборной Украины по футболу | Матчи в составе сборной Украины по футболу | Матчи в составе сборной Украины по футболу | Матчи в составе сборной Украины по футболу | Матчи в составе сборной Украины по футболу | Матчи в составе сборной Украины по футболу | Матчи в составе сборной Украины по футболу | Матчи в составе сборной Украины по футболу | Матчи в составе сборной Украины по футболу | Матчи в составе сборной Украины по футболу | Матчи в составе сборной Украины по футболу | Матчи в составе сборной Украины по футболу |
| N                                          | №                                          | Дата                                       | Место                                      | Турнир                                     | Соперник                                   | Счёт                                       | Голы                                       | Мин.                                       | Замены                                     | Наказания                                  | Клуб                                       | Примечание                                 |
| ------------------------------------------ | ------------------------------------------ | ------------------------------------------ | ------------------------------------------ | ------------------------------------------ | ------------------------------------------ | ------------------------------------------ | ------------------------------------------ | ------------------------------------------ | ------------------------------------------ | ------------------------------------------ | ------------------------------------------ | ------------------------------------------ |
| 1                                          | 2                                          | 27.06.1992                                 | США, Пискатауэй, «Ратгерс Стэдиум»         | Товарищеский матч                          | США                                        | 0 : 0                                      |                                            | 90                                         |                                            |                                            | «Торпедо» (Запорожье)                      |                                            |
| 2                                          | 3                                          | 26.08.1992                                 | Венгрия, Ньиредьхаза, «Городской»          | Товарищеский матч                          | Венгрия                                    | 1 : 2                                      |                                            | 31                                         | 60'                                        |                                            | «Торпедо» (Запорожье)                      |                                            |
| Итого:                                     | Итого:                                     | Итого:                                     | 2 игры; +0 =1 −1; голы 1:2 (−1)            | 2 игры; +0 =1 −1; голы 1:2 (−1)            | 2 игры; +0 =1 −1; голы 1:2 (−1)            | 2 игры; +0 =1 −1; голы 1:2 (−1)            |                                            | 121 мин.                                   | 121 мин.                                   |                                            |                                            |                                            |

## Семья
Двоюродный брат футболиста Романа Бондаренко